# Lya Imber de Coronil
Lya Imber de Coronil (Odessa, 17 de março de 1914 - Caracas, 13 de setembro de 1981) foi uma destacada médica pediatra e vice-presidenta do conselho da UNICEF, sendo a primeira mulher em obter um título médico na Venezuela e fundadora duma sociedade médica. Igualmente, foi fundadora em 1939 da Sociedade Venezuelana de Puericultura e Pediatría e a presidenta até 1951, assim como fundadora da Liga Venezuelana de Higiene Mental em 1941.

## Biografia
Seus pais, Naum Imber e Ana Baru, sairam de Soroca (Moldávia) junto a Lya, que para esse momento já tinha 16 anos, e sua irmã Sofía, para emigrar a Venezuela. Estudou na Universidade Central de Venezuela, especializando-se em pediatria e puericultura. Ela não era somente a única mulher numa promoção de 82 varões, sina que chegou a ser a primeira mulher em graduarse como médico no país. Conquanto não foi a primeira mulher em inscrever à carreira de medicina no país (a primeira foi outra judia, Sara Bendahan), ela chamava muito a atenção ao ser loira e falar espanhol com um marcado sotaque estrangeiro.
Foi directora do Hospital de Meninos J. M. dos Rios nos anos 50, assim como membro do Comité Directivo da UNICEF entre os anos 1972 e 1974 e a primeira mulher membro da Junta Directiva de uma Associação de Médicos em Venezuela, em 1941. Foi a primeira mulher eleita à Academia Nacional de Medicina de Venezuela, em 1981.
Seu esposo, Fernando Rubén Coronil, foi também um conhecido médico, cirurgião, científico, escritor e pesquisador por quem a Fundação Curiel instituiu o prêmio Fernando Rubén Coronil.

## Trabalhos publicados
Publicou vários trabalhos sobre a sua especialidade, os mais destacados são:
- Tratamento da Bilharzíase (1954)
- Evolução da Puericultura e Pediatria em Venezuela desde 1926 até 1955
- Encefalite após a vacinação (em colaboração com outros doutores)
- Estudo de Alguns Casos de Anemia na Infância (1947)
- O problema da Re-hospitalização e Alguns Problemas da Assistência Hospitalaria do Menino
- A Saúde Mental dos Filhos (em conjunto com outros doutores)
- Meu Caderno de Puericultura (1978)
- Compilação de seus Artigos de Divulgação (1959)
- Artigos científicos no diário El Nacional (1980):
  - Fome em Venezuela
  - Meninos Tranquilos
  - Leite Materna